# Home verd

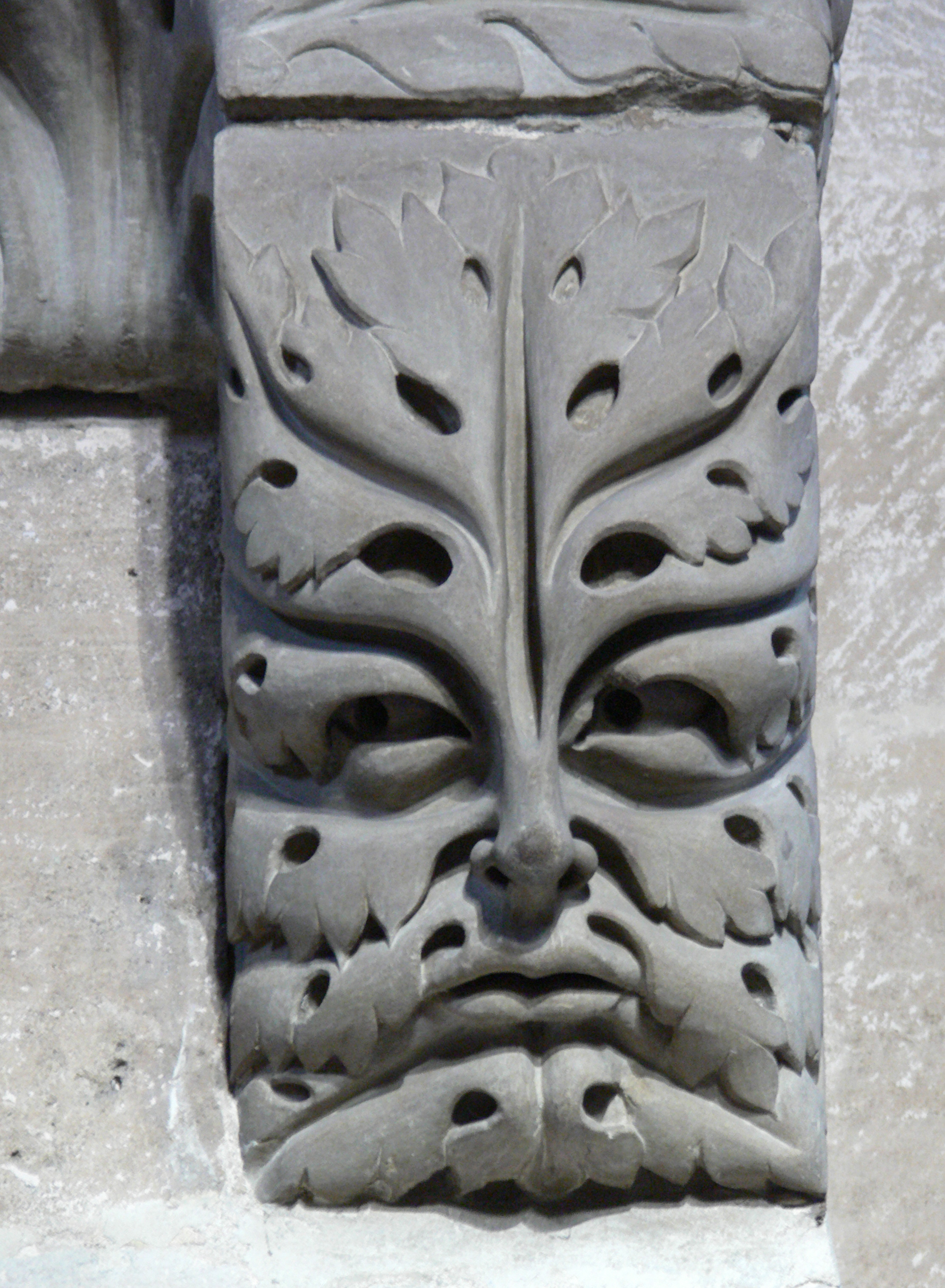
Representació de lHome verd en una columna de la Seu de Bamberg del s. XIII a Alemanya

L'Home verd és una escultura, dibuix, o una altra representació d'una cara envoltada o feta de fulles. Les branques o enfiladisses poden brollar del nas, boca, o altres parts de la cara i d'aquests brots poden eixir flors o fruita. Se sol utilitzar com a ornament arquitectònic: es troben sovint en talles d'edificis seculars i eclesiàstics. L'Home verd és també una talla popular a les cases públiques d'origen anglosaxó i n'apareixen diverses variants als hostals, de vegades mostren una figura completa en lloc de només el cap.
El motiu de l'Home verd té moltes variacions. Es troba en moltes cultures de diferents èpoques arreu del món, i se sol relacionar amb deïtats de la natura. S'interpreta com un símbol de renaixement, que representa el cicle de creixement en cada primavera. Alguns especulen que la mitologia de l'Home verd es desenvolupà de manera independent en les tradicions d'antigues cultures i donà lloc a una gran varietat d'exemples que es troben al llarg de la història.